# كأس أذربيجان 2008–09
كأس أذربيجان 2008–09 (بالأذرية: 2008-09 Azərbaycan Kuboku)‏ هو الموسم 17 من كأس أذربيجان. أقيم خلال الفترة 17 سبتمبر 2008 وحتى 23 مايو 2009، وأشرف على تنظيمه اتحاد أذربيجان لكرة القدم، وكان عدد الأندية المشاركة فيه 18، وفاز فيه نادي قره باغ.